# Helena Korybutówna
Helena Korybutówna (ur. przed 1390, zm. po 2 marca 1449) – księżna raciborska, córka księcia Nowogrodu Siewierskiego Korybuta Dymitra i Anastazji riazańskiej.

## Życiorys
Helena Korybutówna najprawdopodobniej spędziła dzieciństwo na dworze swojego stryja wielkiego księcia litewskiego Witolda Kiejstutowicza. W styczniu 1407 została wydana za mąż za księcia raciborskiego Jana II Żelaznego, a na Śląsk odprowadzał ją biskup krakowski Piotr Wysz. Początkowo wychowywana w religii prawosławnej, po ślubie z władcą Raciborza Helena przyjęła katolicyzm. Z małżeństwa Korybutówny z księciem Janem pochodziło troje dzieci: książę karniowski Mikołaj V, książę raciborski Wacław II oraz Małgorzata, żona księcia oświęcimskiego Kazimierza I, a następnie księcia mazowieckiego Siemowita V.
Z osobą Heleny wiąże się ostateczne wyodrębnienie władztwa pszczyńskiego, które zostało ustanowione jako jej dożywocie w 1423. Jako księżna pszczyńska przystąpiła do konfederacji książąt śląskich, zawartej we wrześniu 1427 w Grodkowie, która miała chronić ziemie śląskie przed spodziewanym atakiem husytów. Księżna Helena zobowiązała się wystawić zbrojne oddziały na granicy z Morawami.